# Kleiner Schwarzer Krait
Der Kleine Schwarze Krait (Bungarus lividus) ist eine giftige Schlangenart aus der Familie der Giftnattern (Elapidae). Die Erstbeschreibung erfolgte durch den dänischen Zoologen Theodore Edward Cantor.

## Merkmale
Bungarus lividus besitzt einen kräftigen, aber schlanken Körperbau und erreicht eine Gesamtlänge zwischen 65 und 110 cm. Der Schwanz ist kurz. Der Kopf ist flach und wenig vom Hals abgesetzt. Die Augen sind relativ klein und besitzen runde Pupillen. Die Rückenschuppen (Scuta dorsalia) sind glatt und liegen in 15 Reihen um die Rückenmitte. Im Gegensatz zu anderen Bungarus-Arten sind die Rückenschuppen entlang der Wirbelsäule von Bungarus lividus nicht nennenswert vergrößert und in ihrer Gestalt den restlichen Rückenschuppen ähnlich. Der Körper ist oberseits einfarbig dunkelbraun bis schwärzlich gefärbt und glänzend. Die Bauchseite ist cremefarben. Der Giftapparat besteht, wie für Giftnattern typisch, aus seitlich des Schädels befindlichen Giftdrüsen (spezialisierte Speicheldrüsen) und über einen Giftkanal verbundenen Fangzähne im vorderen Oberkiefer (proteroglyphe Zahnstellung).

## Verbreitung
Das Verbreitungsgebiet umfasst Regionen in Bangladesch, Bhutan, China, Indien und Nepal. Besiedelte Habitate werden von montanen Feuchtwäldern dargestellt.

## Lebensweise
Bungarus lividus führt eine nachtaktive, bodenbewohnende und versteckte Lebensweise. Bei Bedrohung wird der Körper häufig zusammengerollt und der Kopf unter den Körperschlingen versteckt. Nur bei anhaltender Provokation durch den Menschen setzt die Schlange sich durch Giftbisse zur Wehr. Möglicherweise verhält sie sich nachts, ähnlich wie verwandte Bungarus-Arten, in Bedrängnis weniger behäbig. Zum Beutespektrum zählen in erster Linie andere Schlangen. Gelegentlich werden kleine Säugetiere, Echsen, Froschlurche und Fische erbeutet. Die Art pflanzt sich durch Oviparie, also eierlegend, fort.

## Schlangengift
Das Giftsekret von Bungarus lividus zeichnet sich durch präsynaptisch und postsynaptisch wirksame Neurotoxine aus und ist auch gegenüber dem menschlichen Organismus äußerst potent. Nach einem Giftbiss treten geringfügig ausgeprägte Lokalsymptome an der Bissstelle, unspezifische Allgemeinsymptome (z. B. Schwindel, Übelkeit, Erbrechen und Kopfschmerz) sowie als Leitsymptom Lähmungserscheinungen bis hin zur Paralyse auf. Der Tod kann durch periphere Atemlähmung eintreten. Es steht kein spezifisches Antivenin zur Verfügung, allerdings kann auf Antivenine zurückgegriffen werden, die bei Intoxikationen durch verwandte Spezies zugelassen sind (z. B. 'SII Polyvalent Antisnake Venom Serum (lyophilized)' des Herstellers Serum Institute of India Ltd., Indien).
Es ist davon auszugehen, dass es regelmäßig zu Bissunfällen mit Bungarus lividus kommt. Einzelne Todesfälle wurden dokumentiert. Statistische Angaben hierzu scheinen jedoch aufgrund häufiger Verwechslungen mit anderen Giftschlangen nicht zuverlässig zu sein.